# Legend (álbum de Tangerine Dream)
Legend es la novena banda sonora compuesta por el grupo alemán de música electrónica Tangerine Dream. Publicada en 1986 por el sello MCA Records se trata de la música compuesta para la película homónima dirigida por Ridley Scott y protagonizada por Tom Cruise, Mia Sara, Tim Curry y David Bennent. Destaca también por ser el último trabajo compuesto por Johannes Schmoelling como integrante fijo de Tangerine Dream ya que, tras su realización, emprendió su carrera en solitario.
Daevid Jehnzen, en su crítica para AllMusic, lo considera "un conjunto vagamente interesante de paisajes sonoros atmosféricos y electrónicos pero no coincide con el esplendor de sus trabajos previos. Además la música es interrumpida por mediocres canciones pop de Bryan Ferry y Jon Anderson lo que hace que Legend sea un esfuerzo menos que satisfactorio."

## Producción
Originalmente para esta película de género fantástico el compositor Jerry Goldsmith fue el encargado de elaborar una banda sonora de estilo orquestal. Sin embargo, tras unas primeras pruebas, Scott y el estudio decidieron contratar a Tangerine Dream, entonces formado por Edgar Froese, Christopher Franke y Johannes Schmoelling, Bryan Ferry y Jon Anderson para que elaboraran una nueva banda sonora con un estilo más moderno.

"Cometí un terrible error con la banda sonora. La banda sonora original de Jerry Goldsmith fue, con mucho, la más relevante. Pero después de algunas primeras pruebas, realmente no muy buenas, decidí que tal vez la película resultaba demasiado dulce. Así que traté de ajustar eso para su edición en Estados Unidos. Y acudí a Tangerine Dream que, Dios los bendiga, escribieron una nueva banda sonora en tres semanas y media en Berlín. Para el resto del mundo mantuve la banda sonora de Goldsmith."
Ridley Scott 

La banda sonora compuesta por Tangerine Dream se utilizó en el montaje realizado para el mercado de Estados Unidos y Canadá y se publicó como banda sonora en el mercado norteamericano. También la película pasó de las dos horas de metraje original a 94 minutos, para la versión estrenada en Europa, y 89 minutos para la versión estrenada en Estados Unidos, con una simplificación de la trama.

"Me puse totalmente paranoico y comencé a hackear la película. Supuse que, tal vez, habíamos sido demasiado aventureros con nuestras expectativas para un cuento de hadas y, por lo tanto, tal vez la combinación de la partitura (de Goldsmith) y lo visual era realmente demasiado dulce. Entonces, con solo tres semanas para rehacer la banda sonora, fui a Berlín e hice el encargo a Tangerine Dream. En tres semanas hicieron un trabajo increíble pero fue completamente diferente. Era una forma de componer más moderna, y dado lo que hicieron en el poco tiempo que tenían, pensé que hicieron un trabajo fantástico."
Ridley Scott 

A la banda sonora instrumental creada por Tangerine Dream se le añadieron dos canciones vocales: «Is Your Love Strong Enough» compuesta e interpretada por Bryan Ferry y «Loved By The Sun» coescrita por Jon Anderson y Tangerine Dream. «Is Your Love Strong Enough», empleada como canción para los títulos de crédito finales, es una canción descartada de las sesiones de grabación del disco Avalon (1982) de Roxy Music. El resultado final, trabajado en un periodo de seis semanas por Ferry, incluye la participación de David Gilmour a la guitarra y Guy Pratt al bajo. «Loved By The Sun» es una canción cuya música es una ampliación de la canción «Unicorn Theme» compuesta por Tangerine Dream pero la letra y voz están a cargo de Jon Anderson. Inicialmente el grupo proporcionó una versión vocal más breve, cantada por Susanne Pawlitzki, con una letra que adaptaba el poema The Angel del escritor William Blake. Sin embargo el estudio se decantó finalmente por la versión interpretada por Anderson.

"Hay que mencionar la banda sonora, tanto la original de Jerry Goldsmith, que fue la que acompañó el filme en su versión europea, como la de Tangerine Dream, que se grabó en posproducción.(...) Ambas bandas sonoras transmiten el misticismo que debe acompañar a este tipo de filme y aportan mucho a su ya de por sí maravillosa atmósfera."
El Tipo De La Brocha 

## Lista de canciones
| N.º   | Título                                | Escritor(es)                                                      | Duración |  |
| 1.    | «Is Your Love Strong Enough»          | Bryan Ferry                                                       | 5:10     |  |
| 2.    | «Opening»                             | Christopher Franke Edgar Froese Johannes Schmoelling              | 2:55     |  |
| 3.    | «Cottage»                             | Christopher Franke Edgar Froese Johannes Schmoelling              | 3:23     |  |
| 4.    | «Unicorn Theme»                       | Christopher Franke Edgar Froese Johannes Schmoelling              | 3:27     |  |
| 5.    | «Goblins»                             | Christopher Franke Edgar Froese Johannes Schmoelling              | 3:03     |  |
| 6.    | «Fairies»                             | Christopher Franke Edgar Froese Johannes Schmoelling              | 2:57     |  |
| 7.    | «Loved By The Sun»                    | Christopher Franke Edgar Froese Johannes Schmoelling Jon Anderson | 5:57     |  |
| 8.    | «Blue Room»                           | Christopher Franke Edgar Froese Johannes Schmoelling              | 3:24     |  |
| 9.    | «The Dance»                           | Christopher Franke Edgar Froese Johannes Schmoelling              | 2:23     |  |
| 10.   | «Darkness»                            | Christopher Franke Edgar Froese Johannes Schmoelling              | 3:05     |  |
| 11.   | «The Kitchen - Unicorn Theme Reprise» | Christopher Franke Edgar Froese Johannes Schmoelling              | 4:49     |  |
| 40:33 |                                       |                                                                   |          |  |

## Personal
- Christopher Franke - interpretación, ingeniería de grabación y producción
- Edgar Froese - interpretación, ingeniería de grabación y producción
- Johannes Schmoelling - interpretación, ingeniería de grabación y producción
- Bryan Ferry - interpretación y producción de «Is Your Love Strong Enough»
- Rhett Davies - producción de «Is Your Love Strong Enough»
- Bruce Lampcov - mezcla de «Is Your Love Strong Enough»
- David Tickle - ingeniero de grabación, mezcla y producción de «Loved By The Sun»
- Jon Anderson, voz en Loved by the Sun